# Nathaniel Littlefield

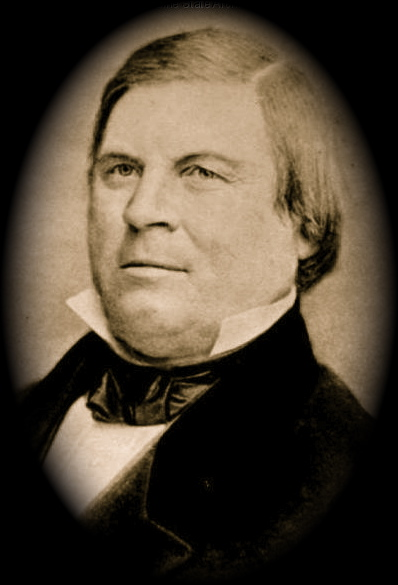
Nathaniel Littlefield, 1870

Nathaniel Swett Littlefield (* 20. September 1804 in Wells, York County, Massachusetts; † 15. August 1882 in Bridgton, Maine) war ein US-amerikanischer Politiker. Zwischen 1841 und 1851 vertrat er zweimal den Bundesstaat Maine im US-Repräsentantenhaus.

## Werdegang
Nathaniel Littlefield wurde 1804 in Wells geboren, das damals noch zu Massachusetts gehörte und seit 1820 Teil des damals gegründeten Staates Maine ist. Er besuchte die öffentlichen Schulen seiner Heimat. Nach einem anschließenden Jurastudium und seiner im Jahr 1827 erfolgten Zulassung als Rechtsanwalt begann er in Bridgton in seinem neuen Beruf zu praktizieren. Zwischen 1827 und 1841 war er in dieser Stadt auch Posthalter. Außerdem bekleidete er noch einige andere Ämter in dieser Stadt, in der er auch Stadtrat war.
Politisch war Littlefield Mitglied der Demokratischen Partei. In den Jahren 1831 und 1832 fungierte er als Sekretär im Senat von Maine, dessen Mitglied er zwischen 1837 und 1839 war. 1838 amtierte er als Präsident dieser Kammer. Bei den Kongresswahlen des Jahres 1840 wurde Littlefield dann im fünften Wahlbezirk von Maine in das US-Repräsentantenhaus in Washington, D.C. gewählt, wo er am 4. März 1841 die Nachfolge von Virgil D. Parris antrat. Nach einer Wiederwahl im Jahr 1842 konnte er bis zum 3. März 1843 zwei Legislaturperioden im Kongress absolvieren. Diese Zeit war überschattet von den Auseinandersetzungen zwischen US-Präsident John Tyler und Henry Clay sowie dessen Whig Party. Außerdem wurde über eine mögliche Aufnahme der seit 1836 selbständigen Republik Texas in die Vereinigten Staaten diskutiert.
Zwischen 1843 und 1848 widmete sich Littlefield wieder seinen privaten Geschäften. Bei den Kongresswahlen des Jahres 1848 wurde er dann für den zweiten Distrikt in den Kongress gewählt. Dort trat er am 4. März 1849 die Nachfolge von Asa Clapp an. Da er im Jahr 1850 auf eine Wiederwahl verzichtete, konnte er bis zum 3. März 1851 nur eine weitere Legislaturperiode im US-Repräsentantenhaus verbringen. In dieser Zeit war er Vorsitzender des Landwirtschaftsausschusses. 1854 war Littlefield Abgeordneter im Repräsentantenhaus von Maine. 1866 nahm er als Delegierter an der National Union Convention in Philadelphia teil. Danach zog er sich aus der Politik zurück. Nathaniel Littlefield starb am 15. August 1882 in Bridgton und wurde dort auch beigesetzt.